# Templo Central de Zelenchuk
El Templo Central de Zelenchuk es una iglesia ortodoxa, situada en el asentamiento de Arjyz en la República de Karacháyevo-Cherkesia. Es la iglesia más antigua de las que se encuentran en este asentamiento.
Fue construida en dos etapas: la construcción comenzó a principios del siglo X y terminó en el año 932, cuando los cristianos fueron desterrados del imperio. La segunda etapa terminó alrededor de 950-960 cuando Alania volvió al cristianismo, con únicamente pequeños cambios respecto al plano arquitectónico original.

## Historia

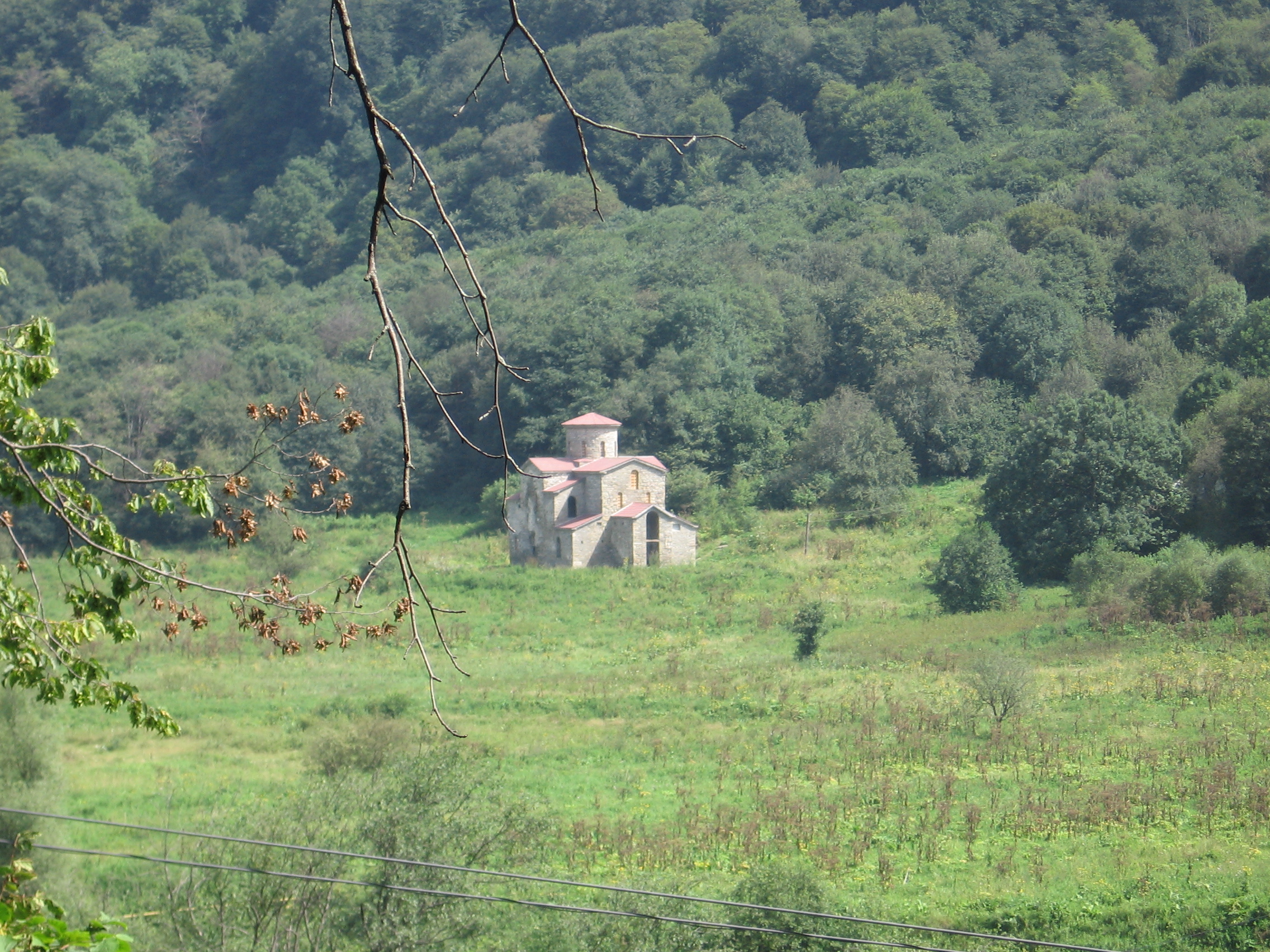
El Templo del Centro en plena naturaleza.

El asentamiento del Bajo Arjyz estaba ubicado en una importante ruta comercial y militar, conectando las estepas del Cáucaso del Norte con Transcaucasia y el Mar Negro. El asentamiento fue un importante centro espiritual y económico de Alania. Una residencia del obispo metropolitano, más de 10 iglesias y, supuestamente, una con fábrica griega estaban allí. El Templo del Centro está ubicada a 800 metros al sur del Templo del Norte de Zelenchuk. El Templo del Sur de Zelenchuk estaba en la parte central del asentamiento y sobrevive en forma reconstruida.
La construcción comenzó no mucho antes de la expulsión de los cristianos de Alania en el 932. Fue construida por maestros abjasios en forma de cruz latina con la adición de un compartimento al sudeste. Después del regreso del cristianismo a mediados del siglo X, la construcción fue terminada por maestros de Anatolia (supuestamente, Capadocia) con la adición de un compartimiento al noreste. La sillería de piedra fueron reemplazadas por otras de madera. Supuestamente, estos constructores también construyeron la iglesia de Senti en el 965. El templo, probablemente estaba destinado a funerales y memoriales de los gobernantes y el clero de Alania. Esta función fue heredada por el Templo del Norte, y el Templo del Centro se convirtió en la catedral. El asentamiento continuó hasta la invasión mongola en el siglo XIII.
A finales del siglo XIX, la iglesia fue utilizada como monasterio. Los monjes hicieron varias adiciones al edificio. La vista original del templo fue representada en dibujos por Dimitry Strukov, descripciones de P. Sinayskiy y fotografías del siglo XIX. Las adiciones de los monjes incluyeron dos compartimentos en la esquina oeste, aberturas en la parte oeste, que se convirtieron en puertas, un renovado nártex y una entrada norte. Las paredes de la iglesia estaban enlucidas y encaladas y el interior estaba decorado con estuco, lo que llevó a la desaparición de casi todos los frescos. Como todas las iglesias en cruz inscrita en Alania —excepto el templo del sur— presentaba un techo a dos aguas, pero originalmente eran curvilíneos. Desde la antigüedad estuvo cubierto con de tejas en forma de escama. Se hicieron muchos intentos para reconstruir el revestimiento original, pero no fueron duraderos, y en la última renovación se cubrió con azulejos.

## Arquitectura

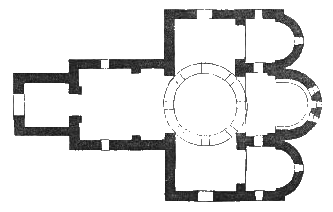
Plano del Templo del Centro.

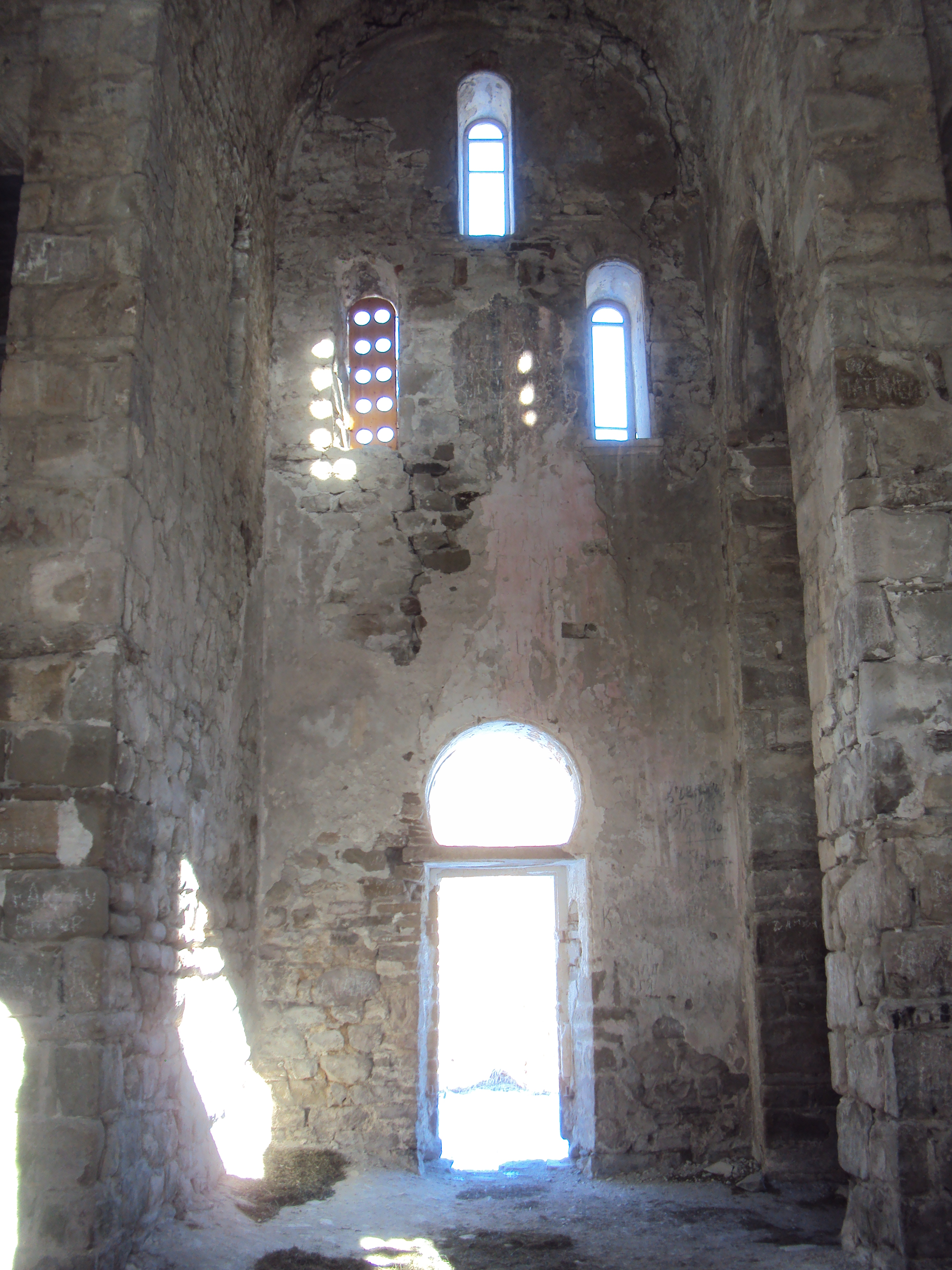
Interior del templo. (1897)

La arquitectura de la cúpula llegó a Alania a través de iglesias en forma de cruz. Antes de eso, los templos con plantas de planta basilical dominaron la arquitectura alaniana. El templo implicaba una planificación inusual: en forma de una cruz latina semi-libre, mientras que el proyecto original de los años 920 se parecía más a una cruz latina libre. Fue construido con bloques de arenisca áspera sobre cal con mampostería de concha. El zócalo se utilizó parcialmente en los arcos y apliques. El piso estaba hecho de la mezcla de trozos de cerámica en cal, mostrando un color rosa distintivo. La costura de la construcción en la unión de la parte norte, el compartimento nororiental y los diferentes gruesos de las paredes y pilastras indican que el proyecto original se cambió entre los años 950-960.
Las características distintivas del Templo del Centro son los compartimentos de las esquinas orientales, que no están completamente abiertos ni completamente aislados, ya que están separados del ala oriental por paredes con pasajes cortados. Las pilastras están presentes en el interior del templo únicamente en los muros norte y sur de las alas occidental y oriental. El tambor cilíndrico de la cúpula de la iglesia es el más grande entre los templos de Alania. Ocho estrechas ventanas arqueadas están en el tambor y su cúpula descansa en las esquinas del edificio.

### Pintura mural
La mayoría de los frescos no sobrevivieron. Los restos de la segunda fase de la pintura —la primera decoración probablemente estaba incompleta y se encontraba principalmente en los ábsides— se conservan en las paredes norte y sur de los lados laterales del crucero. El muro norte muestra una imagen de dos santos mártires sobre la entrada entre las ventanas. En la parte central del muro sur, entre la puerta y las ventanas, se puede ver una enorme representación, de unos 3 m, de los santos Constantino y Helena de Constantinopla con una gran cruz en la mano. A la derecha de ellos, debajo de la ventana, hay un pequeño fragmento de la imagen del guerrero. En las paredes de la manga occidental fueron representados los santos guerreros-jinetes. En uno de los arcos bajo la cúpula en el siglo XIX estaba la figura del profeta Daniel.

Bocetos de Dimitry Strukov
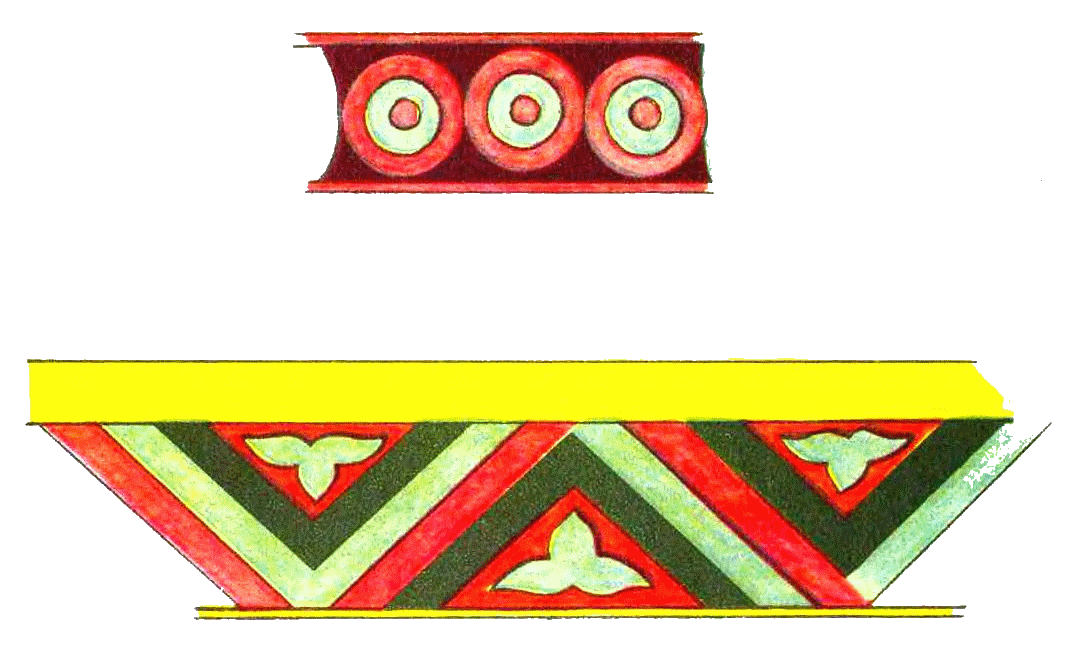
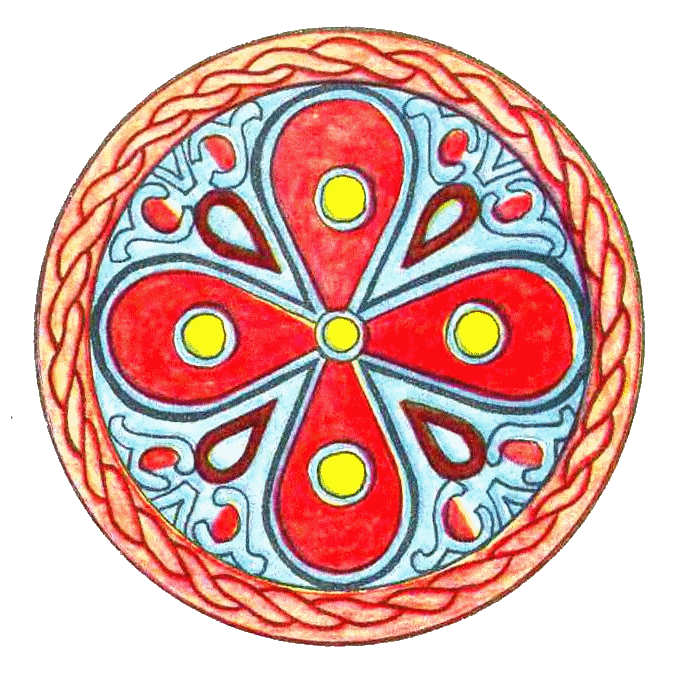
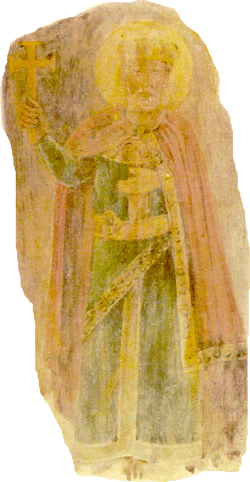
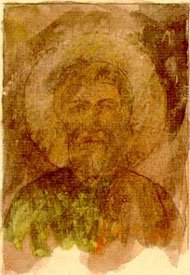